# Sweet pool
《sweet pool》是Nitro+CHiRAL於2008年12月19日發售的BL十八禁冒險遊戲。通常版於2009年4月10日發售。

## 系統
遊戲中的選項只有「本能（畫面右上方，紅色）」和「理性（畫面左下方，藍色）」兩種，故事的劇情和結局因選擇而改變。

## 故事背景
故事發生於東京都菅見區私立駒波學園，主角崎山蓉司是個因病留級一年的普通學生。但是，某天，蓉司的週遭開始發生了變化。突然接近蓉司的同班同學城沼哲雄，原本與蓉司同級、被週遭的人當作怪人的翁長善弥。
侵蝕著蓉司身體的噩夢與苦痛，这一切真的全是幻覺嗎？
混跡於「日常」中，「非日常」的故事即將展開。

## 登場人物
崎山蓉司（聲：春野風）
主人公。雙親因意外身亡，有一個姊姊。
從小身體就十分虛弱，亦因此於駒波學園留級一年。
是個不太起眼的普通學生。
但是，自某天起被怪異的幻覺纏身，從此踏入了「非日常」。
城沼哲雄
蓉司的同班同學。
散發著獨特的壓迫感，對週遭的事情毫不在意。
充滿神秘感，學生之間流傳著各種關於他的傳聞，但是很受女生歡迎。
隨著蓉司的改變，開始嘗試去接近蓉司。
三田睦（聲：空乃太陽）
蓉司的同班同學。1月7日出生，血型為B型。
非常喜歡吃東西，性格開朗，很受大家歡迎。
是學校裡唯一以平常態度與蓉司相處的人。
翁長善弥（聲：綠川光）
與蓉司同齡、比蓉司高一年級的學生。
言行莫名其妙，週遭的人都當他是怪人，對他敬而遠之。
原暴力集團組長翁長邦仁的兒子。
姫谷浩平（聲：秋月秀行）
年輕時受過翁長的照顧，是個對翁長家十分忠實的男人。
接送善弥上學，處理翁長家的大小事。
翁長邦仁（聲：厳蝉秋）
善弥的父親，原暴力集團組長。
狂信著怪異的神明，因為精神異常而被逐下組長之位。
上屋武彦（聲：浅野要二）
蓉司、哲雄和睦的班主任，化學教師。
為人健談，平易近人，學生們都很喜歡他。
芹沢枝里香（聲：奏雨）
大蓉司三歲的姊姊，是蓉司唯一的至親。
因結婚而搬出崎山家，現在懷孕，孩子快要出生。
母校是駒波學園，亦因此希望蓉司能入讀駒波學園。
察覺到蓉司因各事件而動搖的心情，決定將一直隱瞞的「事實」告訴蓉司。
青島（聲：德本英一郎）
暴力集團組員，曾是姫谷的舍弟。
在邦仁被逐下組長之位後，似乎在集團裡取得了一定的地位。
對邦仁的某些行為抱有懷疑，並把這些告訴了姫谷。

## 關連商品
收錄本編使用的全23曲，CD2枚組。

主唱主題曲的組合「Pale Green」的迷你專輯，共8曲。

2009年6月29日發售的廣播劇CD。以原作設定裡的哲雄、睦和善弥為視角，各共收錄5軌，CD2枚組。

2009年9月25日發售。以原作設定為基礎的Another Story，共收錄6軌。
 （小説）　作者：栗城偲
2011年10月19日發售。 ISBN 978-4799710104　

## 外部連結
- （日語）Nitro+CHiRAL 官方網站（页面存档备份，存于）
- （日語）sweet pool 官方網站（页面存档备份，存于）